# Alfajarín
Alfajarín es un municipio y localidad española de la provincia de Zaragoza, en la comunidad autónoma de Aragón. En su término municipal se encuentran las pedanías de El Condado y Los Huertos.

## Toponimia
El término Alfajarín procede del árabe y significa «alfareros», equivalente a Alfafar y Alfahar por confusión de los fonemas de la -j-h-f  y que están presentes en otras localidades de tradición morisca de la antigua corona de Aragón. También se traduciría como «los canteros» según M. J. Viguera.
Con la misma raíz que «canteros», puede leerse Al-Ḥajarayn الحيرين, «las dos peñas», puesto que el pueblo se asienta al pie de dos peñas. En una está el castillo y en la otra, inmediata a la anterior, está el santuario de la Virgen de la Peña, del siglo XVI ambos edificios con restos andalusíes. La advocación de la virgen de la Peña parece probable que provenga de la traducción literal del anterior nombre árabe.

## Geografía
Alfajarín está integrado en la comarca Central de Aragón, situándose a 20 km de la capital provincial, Zaragoza. El término municipal está atravesado por la carretera N-2 entre los pK 337 y 344 y en el pK 346. En este municipio la autovía del Nordeste tiene continuación con la autopista de peaje AP-2.
Alfajarín se asienta sobre depósitos cuaternarios del Ebro, junto al río.
El relieve del municipio consta de dos zonas bien diferenciadas y separadas por la autovía. Al norte se extiende una zona más irregular y montañosa, conocida como los Montes de Alfajarín, cuyo punto más elevado es el monte Suelta Alta (478 m). Al sur se extiende la zona agrícola de la ribera del Ebro, con una altitud sobre el nivel del mar inferior a los 200 m. El pueblo se alza a 199 m sobre el nivel del mar. Parte de su término municipal está ocupado por la reserva natural dirigida de los Sotos y Galachos del Ebro.
| Noroeste: Villamayor de Gállego | Norte: Perdiguera                                         | Noreste: Farlete                    |
| Oeste: La Puebla de Alfindén    |                                                           | Este: Farlete y Villafranca de Ebro |
| Suroeste: Pastriz               | Sur: El Burgo de Ebro, Nuez de Ebro y Villafranca de Ebro | Sureste: Villafranca de Ebro        |

Alfajarín tiene una temperatura media anual de 14,5 °C y una precipitación anual de 340 mm.

## Historia
La construcción de la autopista Zaragoza-Barcelona en el término de Alfajarín sacó a la luz diversos restos pertenecientes a una villa romana que se destruyó. Se recuperó la cabeza de una escultura de aire provinciano.
Atendiendo a su topónimo, Alfajarín tendría origen árabe: de acuerdo a los antiguos cronistas, el fundador del pueblo fue un rey moro de Zaragoza llamado Ben Alfaje, quien, según Jerónimo Blancas, gobernó en la segunda mitad del siglo IX. Lo más parecido a este personaje es un gobernador de Zaragoza llamado Aven Alfagt, que bien podría ser el mismo. Otra versión es la que relaciona el pueblo con Al-Muqtádir, rey de Zaragoza, probablemente el impulsor del castillo de la localidad.

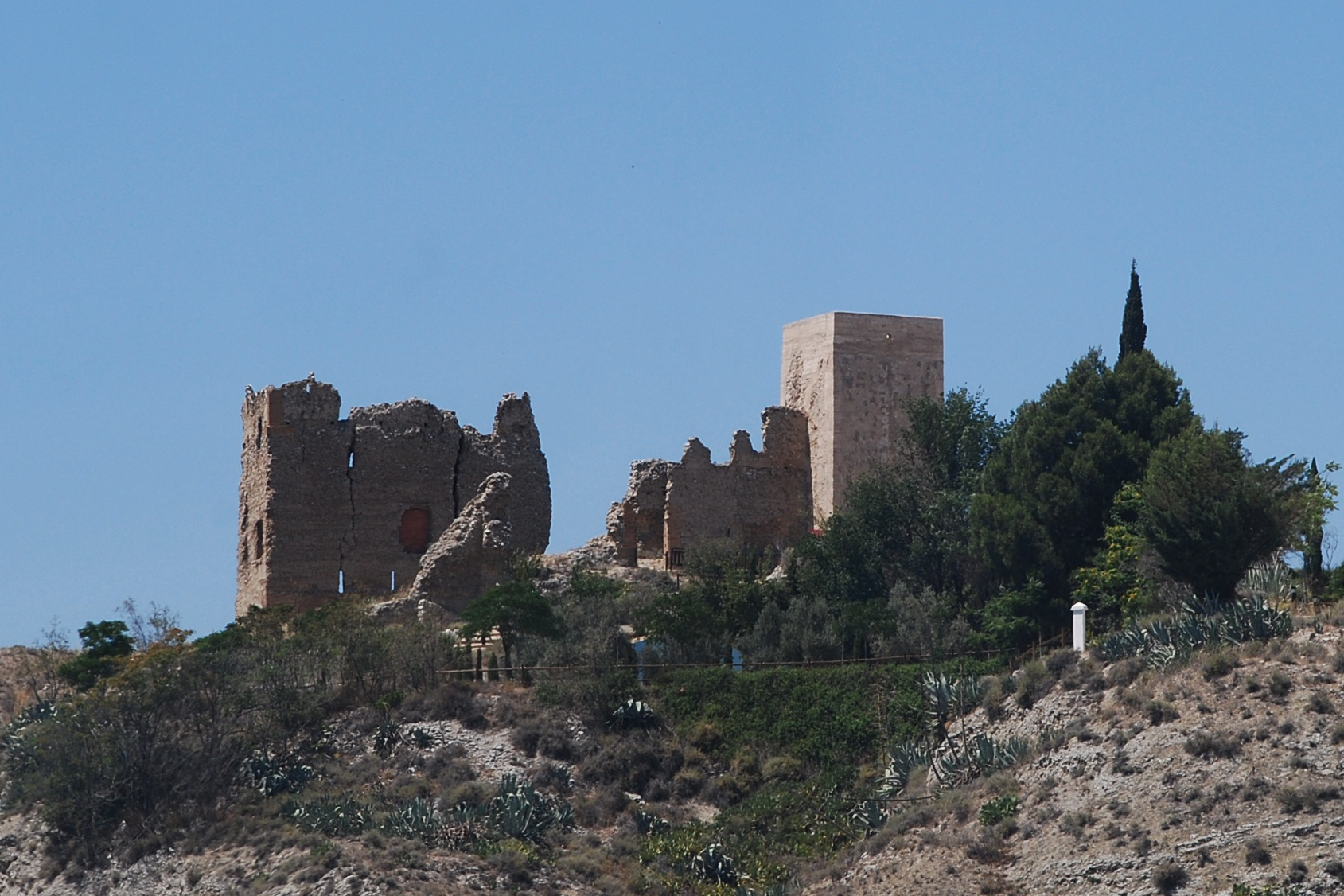
Restos del castillo de Alfajarín, muy vinculado al municipio desde siempre

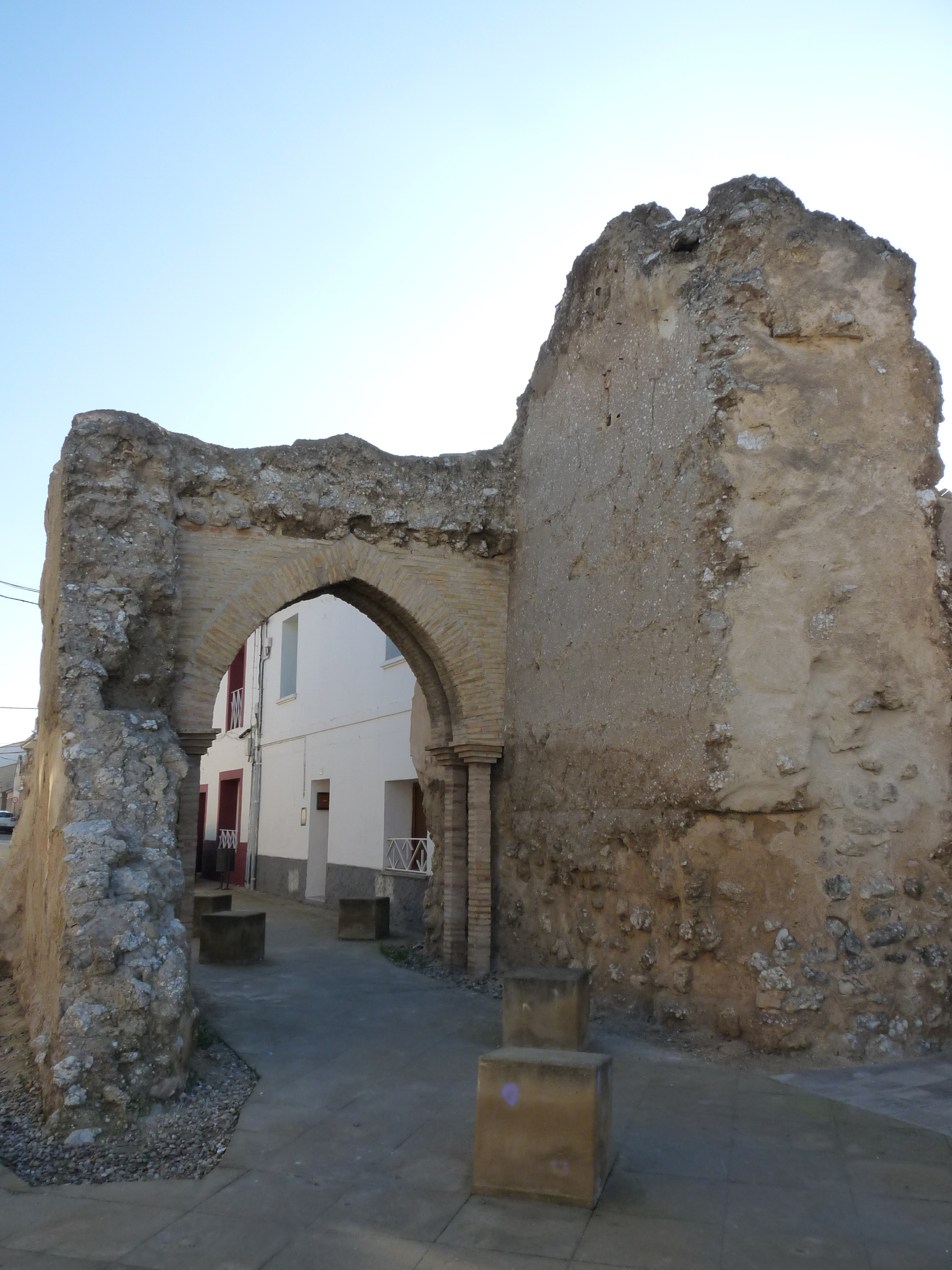
La Portaza, único resto que se conserva de la muralla de la población

El castillo musulmán de Alfajarín se construiría en el siglo X como castillo defensivo y de vigilancia en la ribera del Ebro. En este sentido, el desarrollo del núcleo urbano de Alfajarín se hizo siempre al amparo del castillo. Alfajarín y su castillo fueron reconquistados por Alfonso I el Batallador en 1119 después de la conquista de Zaragoza, si bien la reconquista definitiva no tuvo lugar hasta 1131. De dicha fecha es cuando se conoce el primer señor de Alfajarín, Fortún Galindez, y el primer abad, de nombre Sancho. En un primer momento, Alfajarín fue lugar de realengo —pertenecía al rey— hasta 1293, cuando Jaime II otorgó el Señorío de Alfajarín a Pedro Cornel. A partir de ese momento, Alfajarín fue un señorío dependiente de la familia Cornel, pasando en 1334 a manos de Jimeno Cornel, en 1348 a las de Tomás Cornel, en 1352 a las de Luis Cornel y posteriormente a las de su hijo. Esta familia fue la encargada de fortificar la villa y reformar el castillo.
En 1437 la Baronía dejó de ser propiedad de los Cornel y Alfonso V concedió a los hombres de la Baronía de Alfajarín franquicia perpetua a los derechos reales, con motivo de la adquisición de la Baronía por parte de Juan de Mur. La Baronía comprendía los lugares de Alfajarín, Candasniellos, Farlete, Nuez, Osera y Villafranca. Más adelante compraría la Baronía Miguel Gilbert y después pasó a ser de Juan de Coloma a finales del siglo XV; este último, secretario de Fernando el Católico, fue el encargado de firmar las capitulaciones de Santa Fe, el acuerdo entre Colón y la corona para su viaje a las Indias.
En 1496, la Baronía pasó a manos de Ramón de Espés, y quedaría en dicha casa hasta su desaparición en el siglo XIX. La Baronía de Alfajarín es un ejemplo de la pervivencia del feudalismo durante toda la Edad Moderna y parte de la época contemporánea, ya que absolutamente todo lo que había en Alfajarín pertenecía al señor. En esa época el Ayuntamiento de Alfajarín mantuvo muchos pleitos con la Baronía, por ejemplo por la posesión de tierras o por el pago de las cargas. Uno de los mayores defensores del pueblo fue el alfajarinense Rafael José de Crespo, abogado representante del municipio contra la Baronía. Entre 1820 y 1830 hubo varias rebeliones contra los Señores, hasta la definitiva desaparición de la Baronía después de María del Rosario Wall, última señora territorial. A partir de entonces Alfajarín pasó a ser un municipio independiente dentro de la jurisdicción de Zaragoza.
Pascual Madoz, en su Diccionario geográfico-estadístico-histórico de España de 1845, describe a Alfajarín en los términos siguientes:

Tiene 146 casas, las mas de ellas antiguas, pequeñas y de grosera construcción, y las restantes, aunque no son en gran número, con todas las comodidades apetecibles, fabricadas de dos años á esta parte: unas y otras forman dos calles largas y anchas y algunas callejuelas; hay dos posadas públicas, una carnicería, una escuela de primeras letras y 1 iglesia parroquial bajo la advocación de San  Miguel Arcángel.

## Demografía
Alfajarín cuenta con una población de 2415 habitantes (INE 2024).
| Gráfica de evolución demográfica de Alfajarín entre 1842 y 2021                                                     |
| |
| Población de derecho según los censos de población del INE Población de hecho según los censos de población del INE |

Al comienzo de la Edad Moderna, Alfajarín tenía 55 «fuegos» u hogares —de acuerdo al fogaje de 1495—, lo que equivale a unos 250 habitantes.
Por su parte, el censo de España de 1857 recoge una población de 1018 habitantes en el municipio.
A lo largo del siglo XX, la población de Alfajarín ha estado por encima de los 1000 habitantes, observándose un claro incremento en el siglo XXI

## Administración y política
| Período   | Alcalde                     | Partido |  |
| --------- | --------------------------- | ------- |  |
| 1979-1983 | Jesús Pallás Luño           | UAP     |  |
| 1983-1987 | Ángel Córdova Andrés        | PAR     |  |
| 1987-1991 | Ángel Córdova Andrés        | PAR     |  |
| 1991-1995 | Ángel Córdova Andrés        | PAR     |  |
| 1995-1999 | Ángel Córdova Andrés        | PAR     |  |
| 1999-2003 | Jesús Jaria Gilaberte       | PAR     |  |
| 2003-2007 | Santos Miguel Moliner       | PAR     |  |
| 2007-2011 | Santos Miguel Moliner       | PAR     |  |
| 2011-2015 | Francisco Verge Salvado     | PAR     |  |
| 2015-2017 | Inmaculada Abadía           | PP      |  |
| 2017-2023 | Jesús Vicén Falcón          | PSOE    |  |
| 2023-     | José Tomás Pueyo Continente | PP      |  |

| Partido político    | Partido político                                   | 2003   | 2007   | 2011   | 2015   | 2019   | 2023   |
| Partido político    | Partido político                                   | Ediles | Ediles | Ediles | Ediles | Ediles | Ediles |
|                     | Partido Aragonés (PAR)                             | 5      | 5      | 4      | 5      | 5      | 0      |
|                     | Partido Popular de Aragón (PP)                     | 1      | 1      | 2      | 2      | 1      | 2      |
|                     | Partido de los Socialistas de Aragón (PSOE-Aragón) | 2      | 3      | 2      | 2      | 4      | 3      |
|                     | Ganar Alfajarín                                    | —      | —      | —      | 2      | 1      | 1      |
|                     | Asociación Independiente de Alfajarín (AIA)        | —      | —      | —      | —      | 0      | 3      |
|                     | Vox                                                | —      | —      | —      | —      | 0      | 2      |
|                     | Chunta Aragonesista (CHA)                          | —      | 0      | 3      | —      | —      | —      |
|                     | Izquierda Unida (IU)                               | 1      | 0      | —      | —      | —      | —      |
| Total de concejales | Total de concejales                                | 9      | 9      | 11     | 11     | 11     | 11     |

## Patrimonio

### Patrimonio religioso

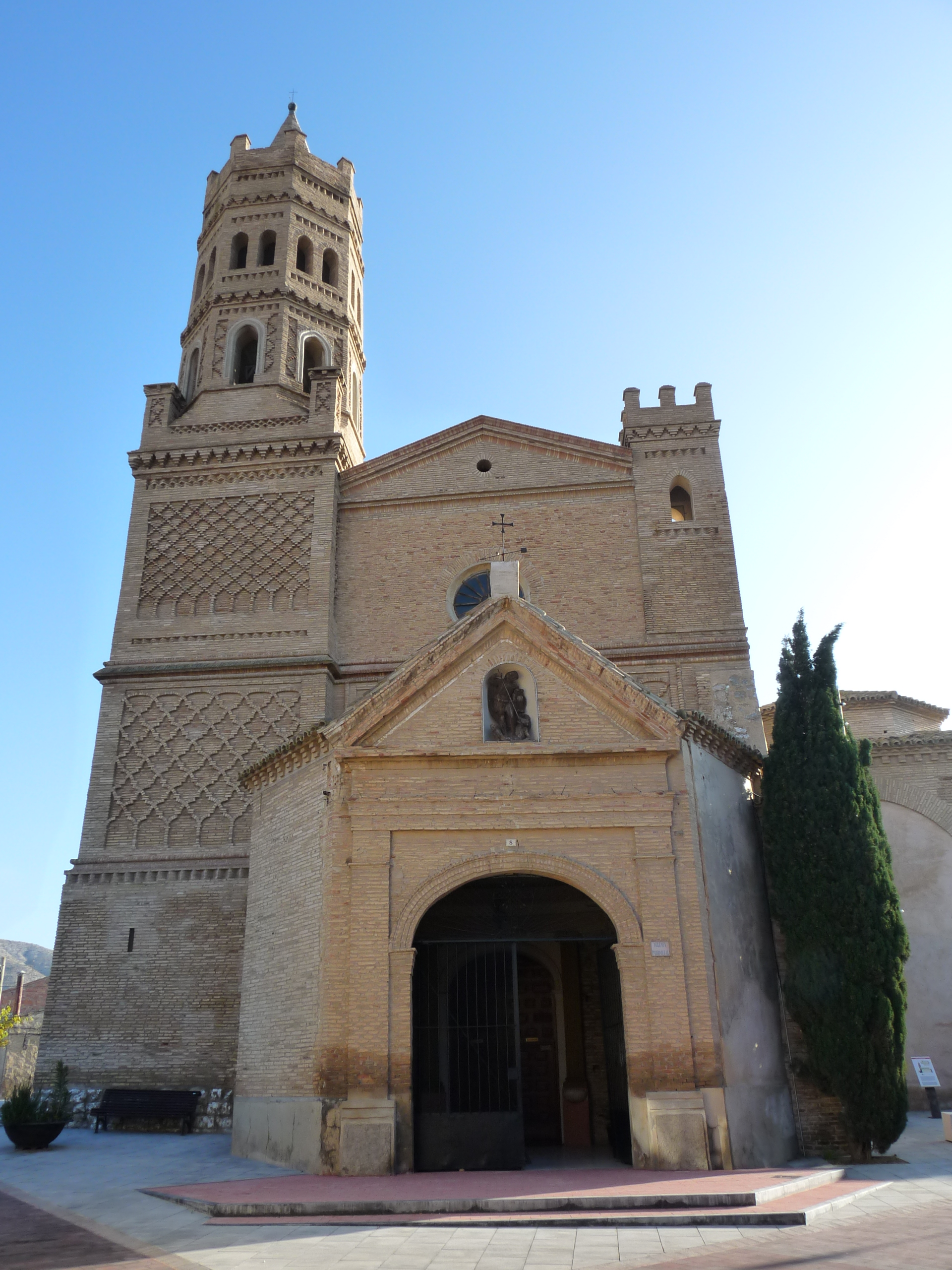
Fachada de la iglesia de San Miguel Arcángel

La iglesia de San Miguel Arcángel es una construcción barroca del XVIII realizada sobre el primitivo templo mudéjar del siglo XIV, erigida a su vez sobre una mezquita anterior. Consta de dos naves, una central de cuatro tramos, y otra lateral, en el lado de la epístola, de tres tramos. La nave central está cubierta con bóveda de cañón con lunetos y la lateral con bóveda sobre pechinas. La torre campanario que se levanta a sus pies es de fábrica mudéjar.
La ermita de la Virgen de la Peña, situada junto al castillo, es un templo de estilo gótico tardío (siglo XVI). Se compone de una sola nave cubierta por tres tramos de bóvedas de crucería estrellada y cabecera con tramo recto muy prolongado y remate en forma pentagonal. El exterior es muy compacto y la torre es de planta cuadrada.

### Patrimonio civil

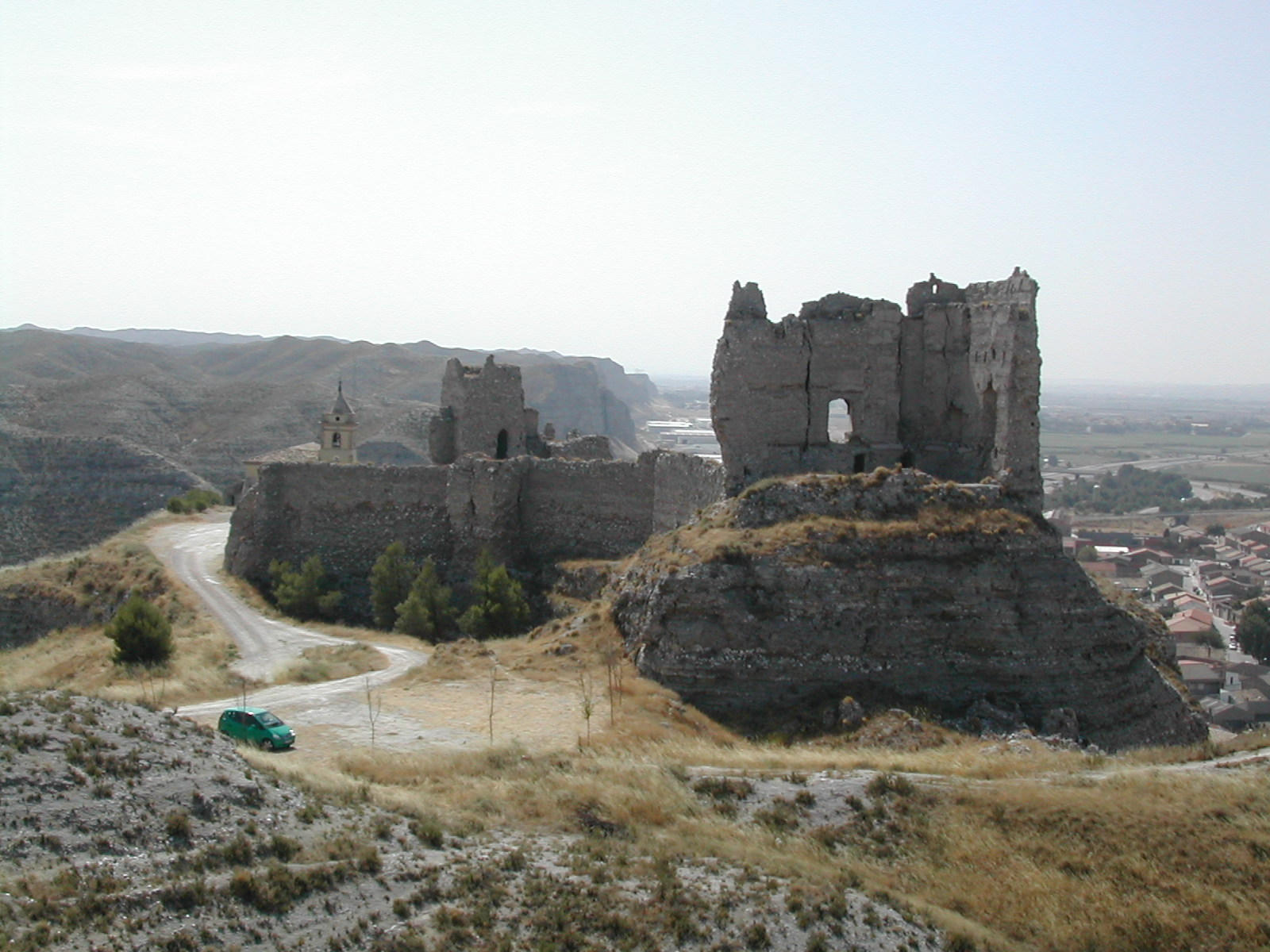
Castillo de Alfajarín hacia 2004

El castillo de los Cornel está al norte del pueblo, separado de este por la autopista A-2. Pudo ser construido en el siglo X o en el XI. Tras la ocupación de Zaragoza por Alfonso I, en la Navidad de 1118, pasó a manos cristianas. Tras la batalla de Fraga y la muerte de Alfonso I (1134), volvió a poder de los almorávides, siendo reconquistado definitivamente en 1141, durante el gobierno de Ramón Berenguer (IV, como conde de Barcelona). El castillo tiene planta irregular asimilable a un pentágono y ocupa un espolón rocoso sobre la ribera del Ebro. Se encuentra defendido por acantilados naturales, a excepción de los lados norte y este, donde se construyó un foso defensivo para proteger la entrada, con acceso por puente levadizo y defendida por dos torres.
Una de las torres está muy deteriorada, mientras que la otra destaca por su volumen y altura. El muro del lado norte es el que mejor se conserva.
En el extremo occidental de Alfajarín se encuentra la Portaza, antigua puerta fortificada compuesta por un doble arco ojival de ladrillo con una ranura intermedia. Era la primitiva salida hacia Zaragoza. Es el único resto de las murallas medievales de la localidad y, según algunos autores, podría datar de la época musulmana.

## Fiestas
- El día 15 de mayo es la fiesta de San Isidro Labrador.
- El día 8 de septiembre se celebran las fiestas patronales en honor de la Virgen de La Peña, con una duración de 4 o 5 días.
- El día 29 de septiembre se festeja San Miguel Arcángel, patrón de Alfajarín.

## Localidades hermanadas
- Idron (Francia)